# Solitari andí
El solitari andí (Myadestes ralloides) és una espècie d'au de la família Turdidae, que es troba a Bolívia, Colòmbia, l'Equador, el Perú i Veneçuela.
Mesura de mitjana 18 cm de longitud. El seu bec és curt de color negrós per sobre i groc per sota. Les seves parts superiors són de color castany. El cap i les parts inferiors són de color gris plom. Presenta una banda blanca en base de les primàries, visible durant el vol. La cua és de color marró fosc amb les directrius externes i els àpexs blancs i amb les més externes amb marge intern blanc.
Viu a la selva nebulosa dels Andes.